# Frank Schon, Baron Schon
Frank Schon, Baron Schon Kt (Geburtsname: Franz Alfons Schon; * 18. Mai 1912 in Wien, Österreich-Ungarn; † 7. Januar 1995 in London) war ein aus Österreich stammender britischer Unternehmer der chemischen Industrie und Wirtschaftsmanager, der zehn Jahre lang einflussreicher Vorsitzender der National Research Development Corporation (NRDC) war und 1976 als Life Peer aufgrund des Life Peerages Act 1958 Mitglied des House of Lords wurde. 

## Leben

### Herkunft, Studium und Unternehmer
Schon, der aus einer jüdischen Familie stammte und dessen Vater als Rechtsanwalt tätig war, begann nach dem Besuch des Rainer-Gymnasiums in Wien ein Studium der Chemie an der Karls-Universität Prag sowie der Universität Wien. 1931 begann er eine Tätigkeit in einem Chemieunternehmen, das mit der Böhme AG in Chemnitz zusammenarbeitete, für die Heinrich Gottlob Bertsch mit Fewa 1932 das erste vollsynthetische Waschmittel entwickelte. Zunächst arbeitete er in Prag sowie nach einem zwischenzeitlichen Aufenthalt in Wien seit 1937 wiederum in Prag. Nach dem Einmarsch deutscher Truppen am 15. März 1939 in die „Rest-Tschechei“ sowie der Errichtung des Protektorat Böhmen und Mähren flüchtete er nach Großbritannien, wo er am 28. März 1939 eintraf und einige Zeit in einem Internierungslager in Cumbria verbrachte.
Mit geringem Kapital gründete Schon kurz darauf 1939 in einem verfallenen Haus in London das Unternehmen Marchon Products Ltd, dessen Vorstandsvorsitzender und Geschäftsführender Direktor er bis 1967 war. Zu den ersten Produkten der Firma gehörten Feuerzeuge, die aus überschüssigen Sägemehl und Naphthalin hergestellt wurden. Nachdem das Unternehmen Ende 1940 ausgebombt wurde, gründete er den Betrieb in Whitehaven neu. Dort baute er das Unternehmen zu einem der weltweit größten Rohstoffproduzenten für die Wasch- und Reinigungsmittel auf, das zuletzt 2300 Mitarbeiter beschäftigte. Durch das 1943 ebenfalls von ihm gegründete Chemieunternehmen Solway Chemicals Ltd, dessen Vorstandsvorsitzender und Geschäftsführender Direktor er ebenfalls von 1943 bis 1967 war, trug er maßgeblich zur wirtschaftlichen Entwicklung von Cumbria bei.
Am 28. April 1947 erwarb er die britische Staatsbürgerschaft durch Einbürgerung.

### Vorsitzender der NRDC und Oberhausmitglied
Im Anschluss wurde Schon, der am 8. November 1966 zum Knight Bachelor geschlagen wurde und fortan den Namenszusatz „Sir“ führte, 1967 Mitglied der National Research Development Corporation (NRDC), eine von der britischen Regierung gegründete Einrichtung zur Überführung von Innovationen öffentlicher Forschungseinrichtungen an privaten Unternehmen. Darüber hinaus wurde er im Januar 1967 zum Mitglied der Industrial Reorganisation Corporation ernannt, deren Vorsitzender Frank Kearton war.
1969 wurde Schon vom damaligen Technologieminister (Minister of Technology) Tony Benn als Nachfolger von William Black, Baron Black Vorsitzender der NRDC. In dieser Funktion unterstrich er die überragende Bedeutung größerer Investitionen in der herstellenden Industrie zur Aufrechterhaltung der Zahlungsbilanz. Ein großer Wechsel der britischen Ressourcen in den Export führte in den 1960er Jahren zu einer Erhöhung des Bruttosozialprodukts um vier Prozent, während der persönliche Inlandsverbrauch in der zweiten Hälfte der 1960er Jahre zugleich um 1,5 Prozent gesunken war. Schon hielt es für notwendig die Zahlungsbilanz durch Investitionen in der herstellenden Industrie zu stützen, um die wachsende Lohninflation unter Kontrolle zu bringen.
Während dieser Zeit war er auch besorgt über die „Ausbeutung“ der Industriearbeiter, die eine defensive und nicht-genossenschaftliche Haltung der Gewerkschaft eingenommen hatten, und versuchte diese Haltung durch die Förderung einer verständnisvollen Geschäftsführung für eine derartige Haltung zu überwinden. Als Vorsitzender des NRDC hielt er den Beitritt Großbritanniens zum europäischen Binnenmarkt für einen Schritt in die richtige Richtung, hoffte andererseits aber auch, dass die britischen Unterhändler nicht nur daran dachten, was Großbritannien gewinnen würde, sondern auch zu leisten hätte.
Zum Ende seiner Amtszeit als Vorsitzender des NRDC sah er sich der Kritik des Unterhausausschusses für Wissenschaft und Technologie ausgesetzt, die eine liberale und einfachere Gewährung von Zuschüssen forderte, was von ihm aber noch 1977 zurückgewiesen wurde.
Durch ein Letters Patent vom 27. Januar 1976 wurde Schon als Life Peer mit dem Titel Baron Schon, of Whitehaven in the County of Cumbria, in den Adelsstand erhoben und gehörte bis zu seinem Tod dem House of Lords als Mitglied an. Seine offizielle Einführung (Introduction) als Oberhausmitglied erfolgte am 10. Februar 1976 mit Unterstützung durch Noel Annan, Baron Annan und Alexander Robertus Todd, Baron of Trumpington. Während seiner Mitgliedschaft im Oberhaus befasste er sich überwiegend mit Fragen der Technologie- und Hochschulpolitik.